# Bursaspor

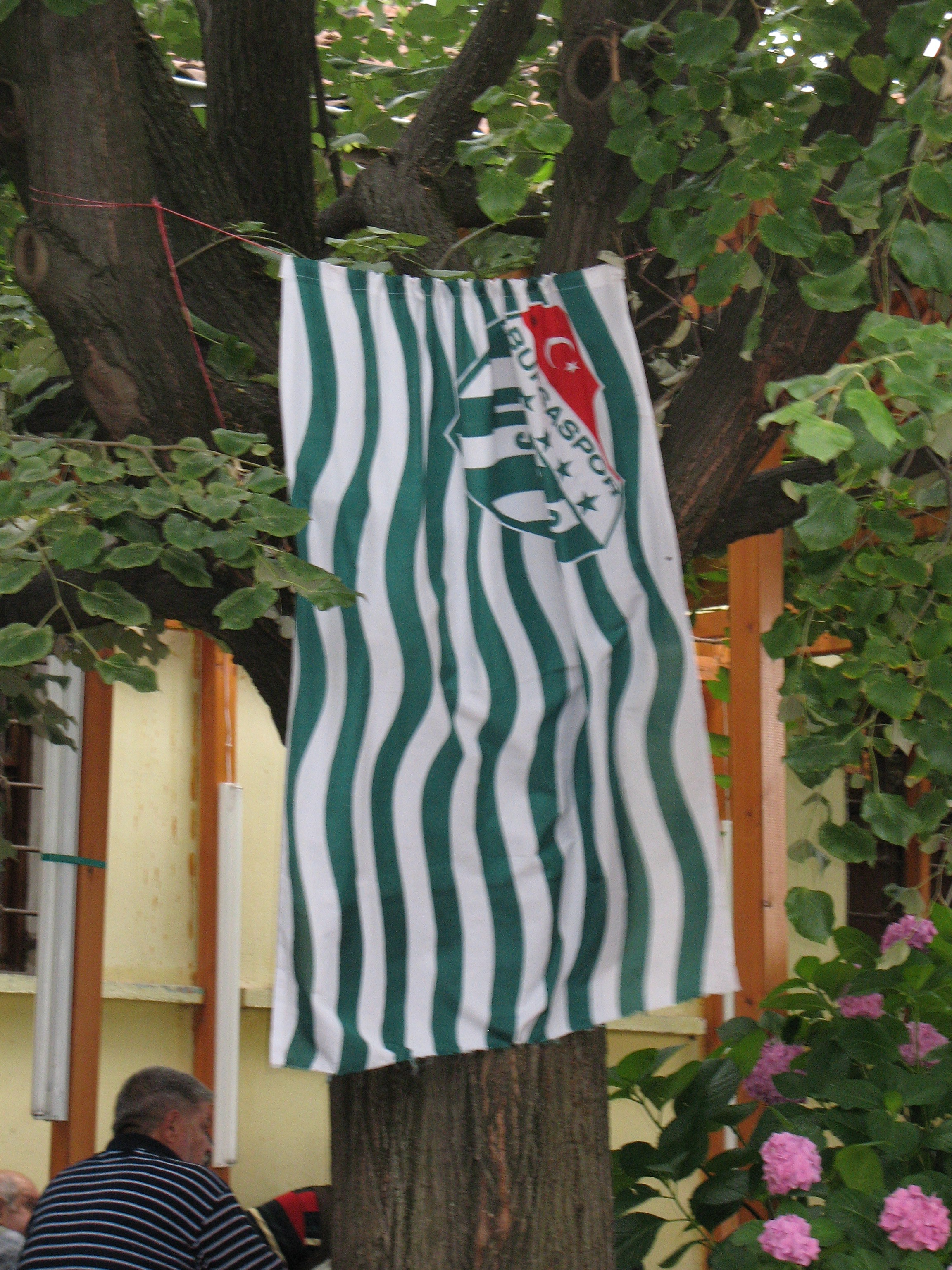
A Bursaspor zászlója

A Bursaspor Kulübü egy professzionális labdarúgóklub a törökországi Bursa városából, melyet 1963-ban alapítottak. Hazai stadionja a 19 700 férőhelyes Bursa Atatürk Stadion. 1986-ban megnyerte a török kupát, 1967 és 2004 között az első osztályban szerepelt, majd kiesett a másodosztályba, ahonnan 2006-ban került fel újra. 
2010. május 16-án  megnyerte a török labdarúgó-bajnokságot, így bejutott a Bajnokok Ligája 2010–11-es küzdelmeinek csoportkörébe.

## Sikerei
- Török bajnokság:
  - Győztes (1): 2010

- Török kupa:
  - Győztes (1): 1986
  - Második (3): 1971, 1974, 1992

## Korábbi edzők
- Samet Aybaba
- Gordon Milne
- Yılmaz Vural
- Jörg Berger
- Bülent Korkmaz
- Engin Ipekoğlu
- Nejad Biyedić
- Gordon Milne
- Sepp Piontek
- Gheorghe Hagi
- Rasim Kara
- Raşit Çetiner